# Соната для фортепиано № 4 (Скрябин)
Соната для фортепиано № 4 фа-диез мажор соч. 30 написана русским композитором Александром Николаевичем Скрябиным в течение 1903 года и опубликована в 1904 году.

## История
В начале XX века Скрябин задумал грандиозное художественное произведение — Мистерию — которое должно было объединить в себе все виды искусства — музыка, слово, танец, изобразительное искусство, архитектура, а также забытые и даже ещё не появившиеся виды искусства. Мистерия должна была воскресить в памяти её исполнителей всю историю Земли. Исполнение Мистерии должно было изменить законы времени и пространства, ускорить эволюцию, вплоть до преобразования физических тел участников Мистерии в энергию мысли и творчества.
Скрябин начал работать над замыслом Мистерии с 1902 года. В это время его стиль начинает резко меняться. Композитор говорил о том, что идеи Мистерии были ему кем-то открыты, но подробностей не сообщал. Он заявлял: «Я не всё могу и не всё имею право говорить». Для воплощения замысла Мистерии композитор хотел того, чтобы люди для начала понимали его замысел. С 1903 года Скрябин начинает отождествлять себя с героем своей ранней оперы, которую он так и не закончил — героем, который был одновременно философом, музыкантом и поэтом. Композитор с этого времени пишет поэтические программы к крупным сочинениям.
Одним из первых опытов сочинения таких программ стала программа Четвёртой сонаты соч. 30. Это первое сделанное Скрябиным в музыке и в слове философское описание единения человека со своим Высшим Я. Последнее у композитора представлено в виде образа некой «далёкой звезды»:
В тумане лёгком и прозрачном, вдали затерянная, но ясная звезда мерцает светом нежным. О, как прекрасна! Баюкает меня, ласкает, манит лучей прелестных тайна голубая… Приблизиться к тебе, звезда далёкая! В лучах дрожащих утонуть, сиянье дивное! То желание острое, безумия полное и столь сладостное, что всегда, вечно хотел бы желать без цели иной, как желание само.. Но нет! В радостном взлёте ввысь устремляюсь…
Танец безумный! Опьянение блаженства! Я к тебе, светило чудное, устремляю свой полёт! — К тебе, мною свободно созданному, чтобы целью быть полёту свободному! В игре моей капризной о тебе я забываю. — В вихре, меня уносящем от тебя, я удаляюсь. — В жгучей радости желанья исчезает цель далёкая… Но мне вечно ты сияешь, — ибо вечно я желаю! — И в солнце горящее, в пожар сверкающий ты разгораешься сиянье нежное! Желаньем безумным к тебе я приблизился! В твоих искрящихся волнах утопаю, — Бог блаженный! И пью тебя — о море света! Я, свет, тебя поглощаю!
Соната № 4 была написана Скрябиным очень быстро, всего за несколько дней.

## Строение
Соната написана в двух частях, при этом первая часть, по сути, является обособленным от сонатного аллегро второй части вступлением.
I часть — Andante — написана в простой трёхчастной форме. В этой части всего одна тема — образ, согласно поэтической программе, мерцающей сквозь легкий туман далекой, но ясной звезды.
II часть — Prestissimo volando — написана в форме сонатного аллегро. В ходе музыкального развития тема «далёкой звезды» из первой части возвращается дважды — как трубный глас в кульминации разработки и как кульминация всего произведения в его коде, где впервые в творчестве Скрябина появляется предвестник его будущих образов экстаза.